# 多德曼島

多德曼島（英語：Dodman Island）是南極洲的島嶼，位於葛拉漢地西岸，處於拉博島東南面7.4公里和費林角以西18.5公里，長6.5公里，由英國探險隊繪入地圖和命名，現時由南極條約體系管理。